# Канапвил (Орн)
Канапвил (фр. Canapville) насеље је и општина у северној Француској у региону Доња Нормандија, у департману Орн која припада префектури Аржантан.
По подацима из 2011. године у општини је живело 205 становника, а густина насељености је износила 24,94 становника/km². Општина се простире на површини од 8,22 km². Налази се на средњој надморској висини од 127 метара (максималној 222 m, а минималној 110 m).

## Демографија
| 1962. | 1968. | 1975. | 1982. | 1990. | 1999. | 2011. |
| ----- | ----- | ----- | ----- | ----- | ----- | ----- |
| 255   | 274   | 222   | 216   | 213   | 205   | 205   |

График промене броја становника у току последњих година